# Allantophoma
Allantophoma är ett släkte av svampar. Allantophoma ingår i divisionen sporsäcksvampar och riket svampar.